# Citov
Citov település Csehországban, Přerovi járásban. Citov Císařov, Troubky, Majetín, Brodek u Přerova, Dub nad Moravou és Věrovany településekkel határos. Lakosainak száma 539 fő (2024. január 1.).

## Népesség
A település lakosságának változását az alábbi diagram mutatja:
| Lakosok száma | 576  | 560  | 593  | 526  | 477  | 503  | 562  | 538  | 527  | 539  |
|               | 1869 | 1890 | 1921 | 1950 | 1980 | 2001 | 2017 | 2019 | 2022 | 2024 |